# Komplex analys

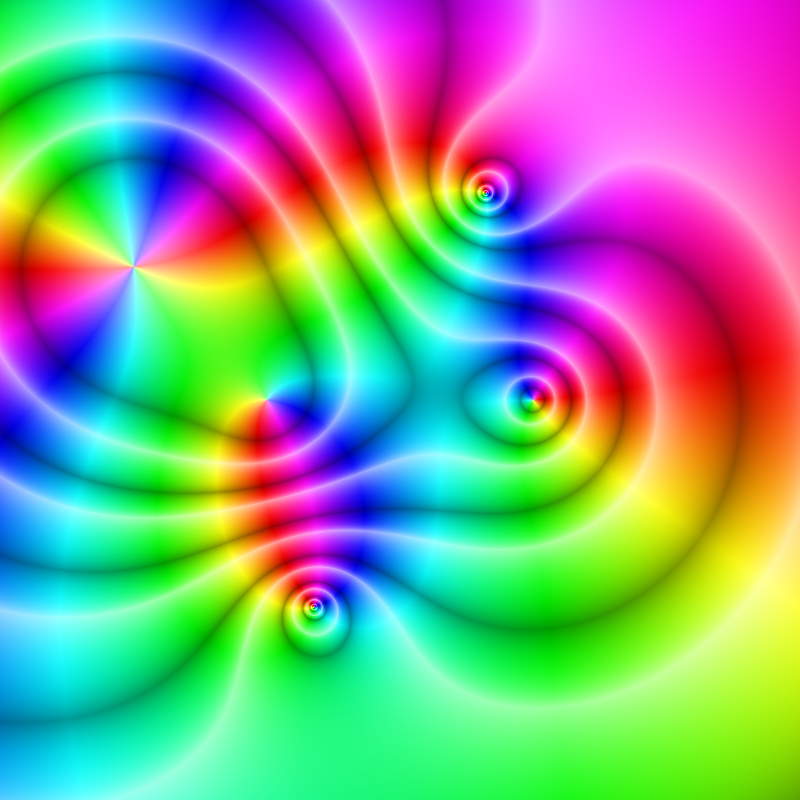
Färghjulsgraf över funktionen
f(z) = (z^{2} − 1)(z + 2 − i)^{2}
/ (z^{2} + 2 - 2i).
Färgtonen representerar argumentet, och ljusstyrkan dess absolutvärde.

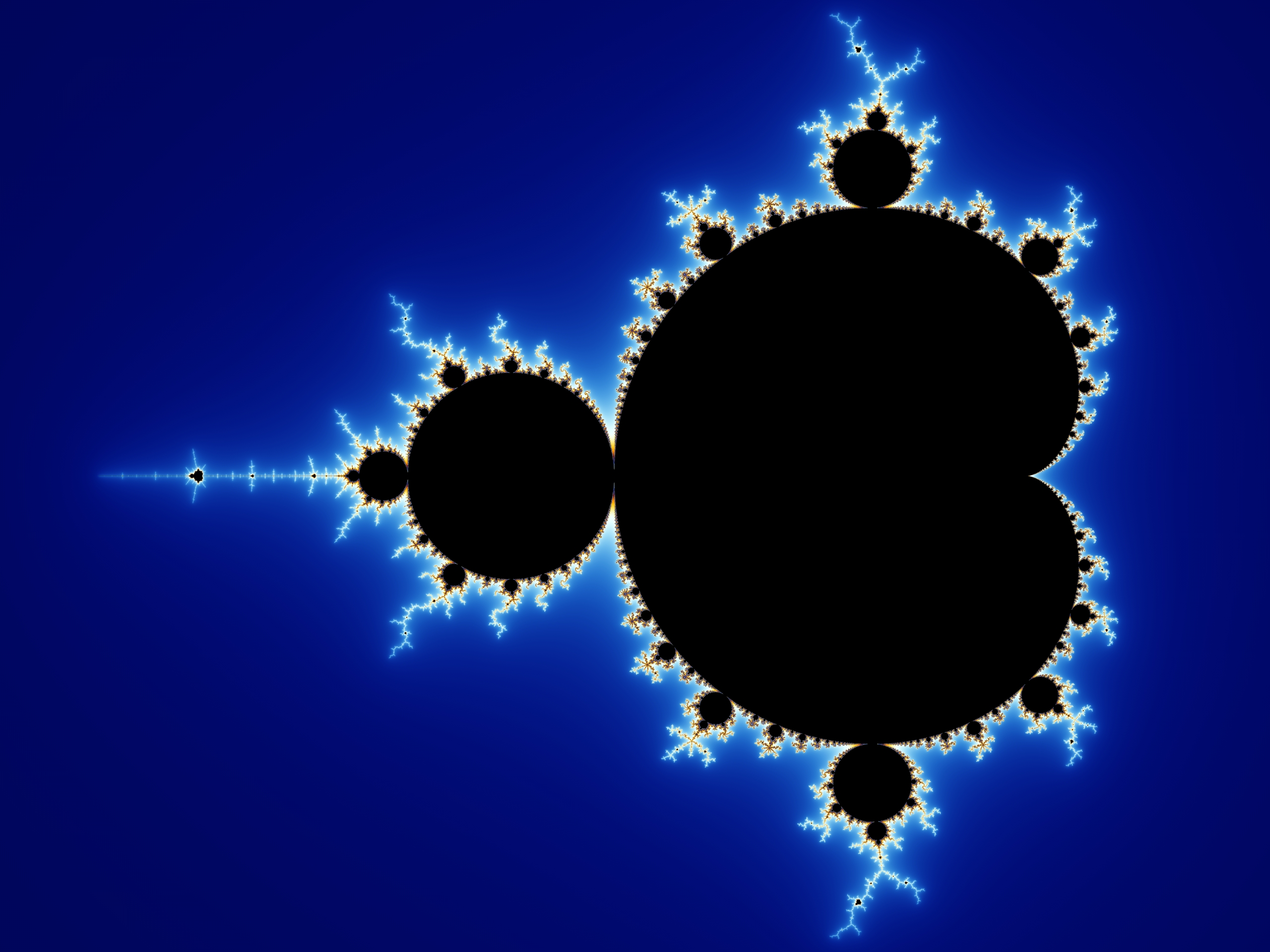
Mandelbrotfraktalen.

Komplex analys är den gren inom matematiken som undersöker funktioner av komplexa tal. Man studerar speciellt så kallade holomorfa eller analytiska funktioner, funktioner som är deriverbara i komplex mening. Komplex differentierbarhet har mycket större konsekvenser än vanlig reell differentierbarhet. Till exempel är varje holomorf funktion representerbar som en potensserie i varje öppen skiva i sin definitionsmängd. Speciellt är holomorfa funktioner oändligt differentierbara, vilket är långt ifrån fallet för reella differentierbara funktioner. De flesta elementära funktionerna så som polynom, exponentialfunktionen och de trigonometriska funktionerna är holomorfa.

## Framstående resultat
Ett centralt verktyg inom den komplexa analysen är kurvintegralen. Integralen runt en sluten kurva av en funktion som är holomorf på kurvan och området den innesluter är alltid noll. Detta är Cauchys integralsats. Värdena av en holomorf funktion inuti en skiva kan beräknas med en speciell kurvintegral på skivans rand (Cauchys integralformel). Kurvintegraler i det komplexa planet används ofta för att bestämma komplicerade reella integraler, och här är teorin om residyer användbar. Om en funktion har en pol eller singularitet vid någon punkt, det vill säga att det inte finns något finit värde vid denna punkt, kan man definiera funktionens residy vid denna pol och dessa residyer kan användas för att beräkna kurvintegraler gällande funktionen. Detta är innehållet av den kraftfulla residysatsen. Det uppseendeväckande beteendet hos holomorfa funktioner nära singulariteter beskrivs av Weierstrass-Casoratis sats. Funktioner som bara har poler men inga singulariteter kallas meromorfa. Laurentserieer liknar Taylorserieer, men kan användas för att studera funktioners beteenden nära singulariteter.
En begränsad funktion som är holomorf i hela det komplexa talplanet måste vara konstant. Detta är Liouvilles sats. Denna sats kan användas för att ge ett naturligt och kort bevis av algebrans fundamentalsats, som säger att kroppen av de komplexa talen är algebraiskt sluten.

## Tillämpningar
Komplex analys kan användas för att beskriva vågrörelser, bland annat vågfunktioner i kvantfysik, eller växelström. Den kan också användas för konforma avbildningar.

## Historia
Komplex analys är ett av de klassiska områdena inom matematiken med rötter i 1800-talet och i vissa avseenden även tidigare. Viktiga namn är Ahlfors, Euler, Gauss, Riemann, Cauchy, Weierstrass, och många fler på 1900-talet.